# Dr. J.F. Nassylaan
De Dr. J.F. Nassylaan is een laan in Paramaribo. De laan is het verlengde van de Wagenwegstraat en loopt van de Zwartenhovenbrugstraat naar het Plein van 10 oktober 1760, waar het samen komt met de Henck Arronstraat en de Johan Adolf Pengelstraat.

## Bouwwerken
De laan bestaat uit het westelijke deel van de Wagenwegstraat dat in 1948 werd hernoemd naar de arts Johan Frederik Nassy.
De laan vertrekt vanaf de Zwartenhovenbrugstraat, met aan het begin in de s-bocht de vestiging van METS Travel & Tours. Daarnaast staat Theater Thalia en verderop de Franse ambassade, met er tegenover de begraafplaats Nieuwe Oranjetuin. Verder bevinden zich onder meer het Bahai Centrum, STAS International van Karin Refos, Conservation International Suriname, een kerk van de Volle Evangeliegemeente "Stromen van Kracht", Charlotte's Balletschool, Rankinschool en Huize Emma in de laan.
Er is een afslag naar de Swalmbergstraat en een kruising met de Frederik Derbystraat, met op de hoek het Nationaal Orgaan voor Accreditatie (NOVA) dat de kwaliteit van hogeronderwijsinstellingen in Suriname beoordeelt. De laan komt samen met de Henck Arronstraat en de Johan Adolf Pengelstraat uit op het Plein van 10 oktober 1760.

### Monumenten
De volgende panden in de Dr. J.F. Nassylaan staan op de monumentenlijst:
| Omschrijving                     | Bouwjaar | Adres                 | Coördinaten                  | Objectnummer? | Afbeelding                    |
| -------------------------------- | -------- | --------------------- | ---------------------------- | ------------- | ----------------------------- |
| woonhuis                         |          | Dr. J.F. Nassylaan 2  | 5° 49' 48" NB, 55° 9' 36" WL | BPO 070       | Meer afbeeldingen Upload foto |
| begraafplaats: Nieuwe Oranjetuin |          | Dr. J.F. Nassylaan 8  | 5° 49' 52" NB, 55° 9' 38" WL | APO 062       | Meer afbeeldingen Upload foto |
| woonhuis                         |          | Dr. J.F. Nassylaan 17 | 5° 49' 50" NB, 55° 9' 38" WL | CPO 044       | Meer afbeeldingen Upload foto |
| woonhuis                         |          | Dr. J.F. Nassylaan 21 | 5° 49' 49" NB, 55° 9' 40" WL | CPO 079       | Meer afbeeldingen Upload foto |
| woonhuis                         |          | Dr. J.F. Nassylaan 23 | 5° 49' 48" NB, 55° 9' 41" WL | BPO 071       | Meer afbeeldingen Upload foto |
| woonhuis                         |          | Dr. J.F. Nassylaan 27 | 5° 49' 50" NB, 55° 9' 41" WL | CPO 045       | Meer afbeeldingen Upload foto |
| woonhuis                         |          | Dr. J.F. Nassylaan 39 | 5° 49' 51" NB, 55° 9' 41" WL | BPO 112       | Meer afbeeldingen Upload foto |
| woonhuis                         |          | Dr. J.F. Nassylaan 41 | 5° 49' 52" NB, 55° 9' 43" WL | CPO 080       | Meer afbeeldingen Upload foto |
| woonhuis                         |          | Dr. J.F. Nassylaan 42 | 5° 49' 51" NB, 55° 9' 41" WL | BPO 113       | Meer afbeeldingen Upload foto |
| woonhuis                         |          | Dr. J.F. Nassylaan 43 | 5° 49' 51" NB, 55° 9' 41" WL | BPO 114       | Meer afbeeldingen Upload foto |
| woonhuis                         |          | Dr. J.F. Nassylaan 44 | 5° 49' 51" NB, 55° 9' 41" WL | CPO 081       | Meer afbeeldingen Upload foto |

## Gedenkteken

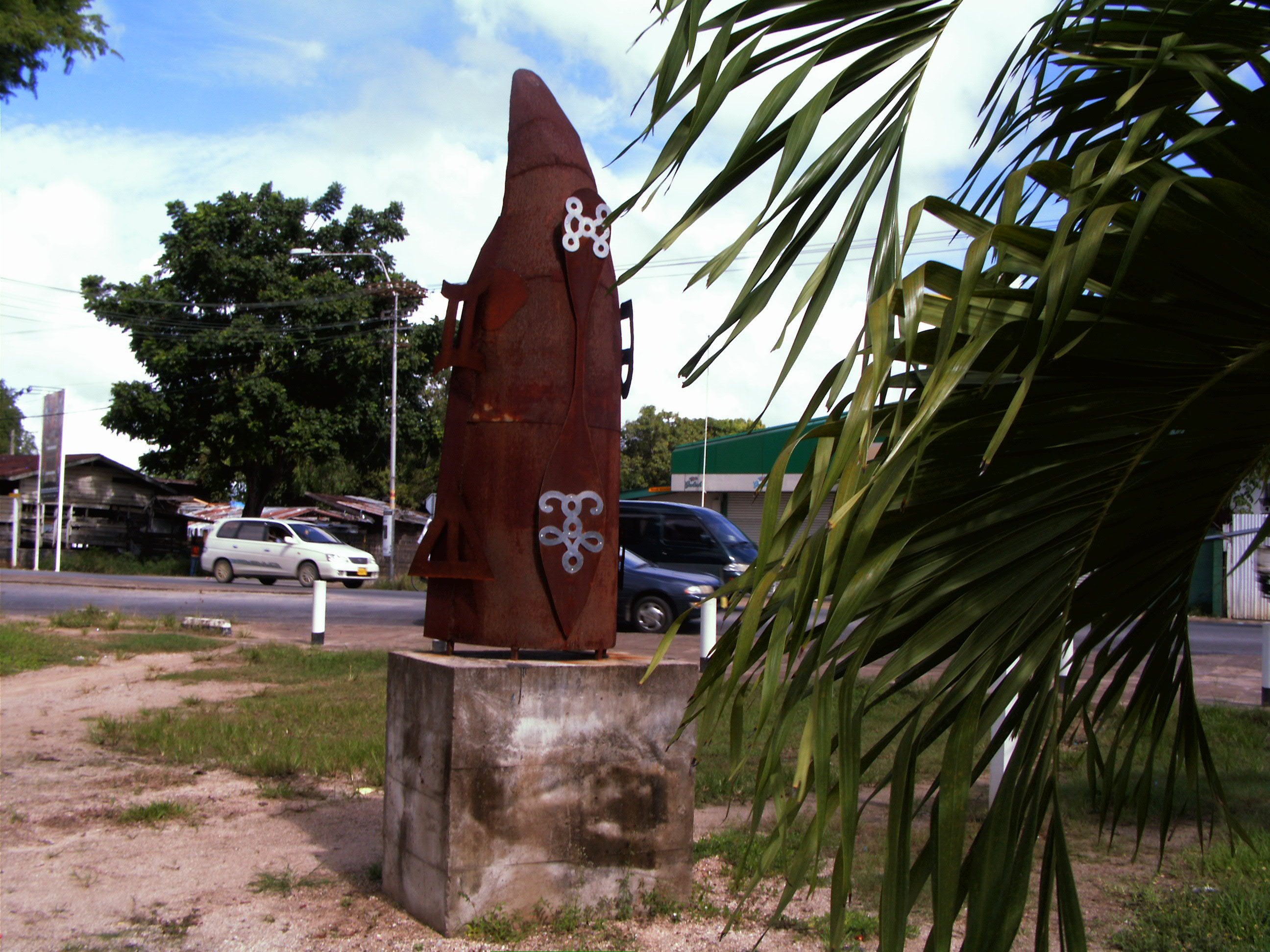
Monument 10 oktober 1760

Aan het uiteinde op het Plein van 10 oktober 1760 bevindt zich het Monument 10 oktober 1760:
| Onderwerp                | Type  | Kunstenaar   | Onthulling | Locatie                   | Omschrijving           |
| ------------------------ | ----- | ------------ | ---------- | ------------------------- | ---------------------- |
| Monument 10 oktober 1760 | beeld | Marcel Pinas | 2006       | Plein van 10 oktober 1760 | Vredesverdrag van 1760 |